# Сулковиці (Мазовецьке воєводство)
Сулковиці (пол. Sułkowice) — село в Польщі, у гміні Хинув Груєцького повіту Мазовецького воєводства.
Населення — 1025 осіб (2011).
У 1975-1998 роках село належало до Радомського воєводства.

## Демографія
Демографічна структура станом на 31 березня 2011 року:
|          | Загалом | Допрацездатний вік | Працездатний вік | Постпрацездатний вік |
| -------- | ------- | ------------------ | ---------------- | -------------------- |
| Чоловіки | 499     | 108                | 367              | 24                   |
| Жінки    | 526     | 118                | 319              | 89                   |
| Разом    | 1025    | 226                | 686              | 113                  |